# Listículo
La palabra listículo (plural: listículos) es la traducción de Listicle (en inglés). Es la unión de las dos palabras: lista (del germ.*lîsta, cf. a. al. ant y nord. Lîsta) y artículo (del lar. articulus). Listículo [ lis'ti.ku.lo ] define un tipo específico de noticias periodísticas en las que se utilizan la enumeración de eventos, cosas, personas, cantidades o situaciones para crear escritos de cierta extensión. Es decir, los listículos ordenan de manera visual la información que el periodista quiere exponer, habitualmente con textos cortos y muy claros para una comprensión inmediata.

## Características
Una de las páginas más famosas por realizar listas sobre temas graciosos, cotidianos e irreverentes es BuzzFeed, creada el 15 de noviembre de 2006, por lo que podría considerarse como la pionera en este tipo de artículos por Internet. Otro portal que también se dedica a realizar netamente listículos es Ranker, creado en el 2015. En español también encontramos la web The Idealist, que se dedica a realizar listículos muy centrados en el área de entretenimiento y estilo de vida.
La característica principal de los listículos es que son prácticos, fáciles de leer y contienen mucha información. Son una manera rápida de conseguir la información más relevante sobre el tema tratado, por eso este nuevo tipo de noticias ha proliferado en el periodismo digital. 
Algunos ejemplos de listículos
- 8 puntos para entender el conflicto en Siria
- 10 consejos para cuidar el medio ambiente
- Las 57 páginas de Internet más útiles del mundo
- Las 10 mejores películas del 2014
- Las 10 claves del Papa Francisco para alcanzar la felicidad